# Walter Maestosi
Walter Maestosi (Roma, 24 settembre 1934 – Roma, 12 giugno 2022) è stato un attore e doppiatore italiano.

## Biografia
Laureato in giurisprudenza, si diplomò nel 1960 all'Accademia d'arte drammatica "Silvio d'Amico" e lavorò in teatro con noti registi tra cui Silverio Blasi, Guido Salvini, Orazio Costa, Edmo Fenoglio e Mario Landi.
Particolarmente attivo nella prosa radiofonica, partecipò per Radio Rai a più di mille produzioni fra sceneggiati, commedie e programmi culturali di vario genere.
Tenne in Italia e all'estero recital di poesia.
Come attore televisivo fu interprete di sceneggiati e commedie trasmesse per la stagione di prosa. Al cinema ebbe ruoli per lo più in spaghetti western e film di guerra.
Fu attivo come doppiatore prevalentemente per la S.A.S.
Con la cantante e attrice Daniela Barra fu il promotore del progetto teatrale dedicato alla poesia Narciso ed Eco.
Con il soprano Alma Manera interpretò e diresse il recital scritto da Corrado Calabrò T'amo di due amori.

## Vita privata
Fu sposato con l'attrice Laura Gianoli (sotto la cui direzione incise in sette CD i trentatré canti dell'Inferno dantesco).

## Filmografia

### Cinema
- Maurizio, Peppino e le indossatrici, regia di Filippo Walter Ratti (1961)
- Mafia alla sbarra, regia di Oreste Palella (1963)
- La rivolta dei sette, regia di Alberto De Martino (1965)
- All'ombra di una colt, regia di Giovanni Grimaldi (1965) - non accreditato
- James Tont operazione U.N.O., regia di Bruno Corbucci e Giovanni Grimaldi (1965)
- La grande notte di Ringo, regia di Mario Maffei (1966)
- El Rojo, regia di Leopoldo Savona (1966) - non accreditato
- Uccidete Rommel, regia di Alfonso Brescia (1969)
- Beatrice Cenci, regia di Lucio Fulci (1969) - non accreditato
- La lunga spiaggia fredda, regia di Ernesto Gastaldi (1971)
- Patatine di contorno, regia di Andrea Frezza (1976)[2]
- Cosmo 2000 - Battaglie negli spazi stellari, regia di Alfonso Brescia (1978)
- L'ulivo e l'alloro, regia di Antonio Maria Magro (1991)
- Dov'era lei a quell'ora?, regia di Antonio Maria Magro (1992)
- Storie di seduzione, regia di Antonio Maria Magro (1995)
- Lèmuri, il bacio di Lilith, regia di Gianni Virgadaula (2008)

### Televisione
- Ritorna il tenente Sheridan - serie TV, 6 episodi (1963)
- Le inchieste del commissario Maigret, episodio Una vita in gioco (1965)
- Sheridan, squadra omicidi, episodio Soltanto una voce (1967)
- Vita di Cavour, regia di Piero Schivazappa - miniserie TV (1967)
- Antonio Meucci cittadino toscano contro il monopolio Bell, regia di Daniele D'Anza (1970)
- Un certo Harry Brent, regia di Leonardo Cortese (1970)
- Nero Wolfe, episodio Salsicce "Mezzanotte" (1971)
- Oltre il duemila, regia di Piero Nelli (1971)
- L'altro (Alexander Zwo), regia di Franz Peter Wirth (1972)
- La donna di picche, regia di Leonardo Cortese (1972)
- Napoleone a Sant'Elena, regia di Vittorio Cottafavi (1973)
- ESP, regia di Daniele D'Anza (1973)
- Accadde a Lisbona, regia di Daniele D'Anza  (1974)
- Il giovane Garibaldi - miniserie TV, regia di Franco Rossi (1974)
- Gamma, regia di Salvatore Nocita (1975)
- Chi?, spettacolo abbinato alla Lotteria Italia (1976)
- La mia vita con Daniela, regia di Domenico Campana (1976)
- Accadde ad Ankara, regia di Mario Landi (1979)
- La voglia di vincere - miniserie TV, regia di Vittorio Sindoni (1987)
- La squadra - serie TV, regia di Gianni Leacche, episodio 4x24 (2003)

## Prosa radiofonica Rai
- Le sorelle Materassi di Aldo Palazzeschi, regia di Carlo Di Stefano, 1965.
- L'Annaspo di Raffaele Orlando, regia di Vittorio Melloni, trasmesso nel 1975.

## Doppiaggio

### Film
- Max von Sydow in Kojak - Assassino a piede libero, Non ho sonno, Druids - La rivolta
- John Quentin in Wittgenstein, Blue
- Christopher Lee in Star Wars - Episodio II - L'attacco dei cloni
- Frederick Stafford in Topaz
- David Niven in Amici e nemici
- John Neville in X-Files - Il film
- Gene Hackman in Mississippi Burning - Le radici dell'odio
- Jim Hutton in Berretti verdi
- Don Porter in Il candidato
- Umberto Raho ne La notte dei diavoli
- Bekim Fehmiu in Salon Kitty
- James Franciscus ne L'altra faccia del pianeta delle scimmie
- Ian Bannen in Attentato al Papa
- Bernard Hill in Giochi nell'acqua
- Maurice Garrel in La seconda notte
- Otto Sander in Il cielo sopra Berlino

### Serie animate
- Papà castoro in Papà castoro

## Riconoscimenti
- Maschera d'oro Premio I.D.I. Saint Vincent (1972, per l'interpretazione in Senilità di Italo Svevo[3])
- Premio Internazionale San Valentino d'Oro (1979)
- Santa Caterina d'oro Città di Siena (2007, con Daniela Barra)